# Anaglyptus simplicicornis
Anaglyptus simplicicornis är en skalbaggsart som beskrevs av Edmund Reitter 1905. Anaglyptus simplicicornis ingår i släktet Anaglyptus och familjen långhorningar.
Artens utbredningsområde är Iran. Inga underarter finns listade i Catalogue of Life.